# Horst Hörnlein
Horst Hörnlein, né le 31 mai 1945 à  Möhrenbach, est un lugeur est-allemand. 

## Carrière
Avec son coéquipier Reinhard Bredow, il a été actif à partir de 1964 et a également concouru en simple. Ce binôme a remporté l'épreuve olympique des Jeux olympiques d'hiver de 1972 à Sapporo.
Il a obtenu un titre de champion du monde en 1973 en double et trois titres européens en 1970 et 1972 en double et en 1971 en simple.
Après avoir pris sa retraite sportive, Hörnlein est devenu entraîneur de bobsleigh pour l'Allemagne de l'Est jusqu'en 1990.

## Palmarès
- Jeux olympiques
  -  Médaille d'or en luge double aux Jeux olympiques d'hiver de 1972 à Sapporo
  - Grenoble 1968 : 5e en double et 7e en simple

- Championnats du monde de luge
  -  Médaille d'or en luge double en 1973 à Oberhof
  -  Médaille d'argent en luge double en 1969 à Königssee
  -  Médaille de bronze en luge double en 1965 à Davos
  -  Médaille de bronze en luge double en 1970 à Königssee
  -  Médaille de bronze en luge double en 1971 à Olang

- Championnats d'Europe de luge
  -  Médaille d'or en luge double en 1970 à Hammarstrand
  -  Médaille d'or en luge simple en 1971 à Imst
  -  Médaille d'or en luge double en 1972 à Königssee
  -  Médaille de bronze en luge simple en 1970